# Psephoderma
Psephoderma (altgriechisch für „Kieselstein-Haut“ von ψῆφος psepho, deutsch ‚Kieselstein‘ sowie δέρμα derma, deutsch ‚Haut‘) ist eine ausgestorbene Gattung der Placodonten. Psephoderma erreichte eine Gesamtlänge von bis zu 1,25 Metern. Als Vertreter der Placochelyidae besitzt sie, wie auch andere Gattungen dieser Familie einen Körperpanzer, welcher denen von Schildkröten auf den ersten Blick ähnelt. Die meisten Exemplare stammen aus der Obertrias des Zorziner Kalksteins bei Bergamo aus den italienischen Alpen (Bergamasker Alpen).

## Merkmale
Der Körper von Psephoderma ist dorso-ventral abgeflacht. Der Rückenpanzer besteht aus robusten hexagonalen Osteodermen. Im vorderen Schwanzbereich bedeckt eine weitere Platte die hintere Beckenregion, dazwischen befinden sich die Hinterextremitäten. Der Bauch ist nicht von einem einheitlichen Panzer geschützt, allerdings bieten stark ausgeprägte Bauchrippen hier Schutz. Der Schädel ist ebenso niedrig und vorne extrem zugespitzt. Die Extremitäten sind im Vergleich zum Körper klein und der Schwanz sehr lang. Die hinteren Extremitäten sind kräftiger ausgeprägt.

## Lebensweise
Dank zahlreicher Funde ist Psephoderma einer der bestbekannten Placodonten. Die Morphologie des Skelettes weist auf eine bevorzugte Lebensweise im flachen Meer hin. Die wenig verknöcherten Extremitäten bestätigen dies. Mit Sicherheit war Psephoderma ein langsamer Schwimmer, welcher möglicherweise an Land nur zur Eiablage kam. Hinweise, dass Psephoderma noch gering an kurzfristige Landausflüge angepasst war, sind die Anordnung des Beckens und des Schultergürtels. Außerdem finden sich an den Fingern der Hand und der Füße Nägel. Beim Schwimmen waren die Hinterextremitäten für den Antrieb verantwortlich. Insgesamt kann eine stark auf flache Meeresböden bezogene Lebensweise angenommen werden. So suchte Psephoderma dort mit der spitzen Schnauze nach Nahrung im Schlamm und war von Angriffen von oben durch seinen Panzer gut geschützt.

## Systematik
Die Superfamilie der Cyamodontoidea unterteilt sich in die Cyamodontida und die Placochelyida. Psephoderma gehört laut Neenan et al. (2015) zu den Placochelyida. Der folgende Phylogenetische Baum entstammt der gleichen wissenschaftlichen Arbeit, welche Schädelmerkmale zur Hilfe nimmt.
|  | Psephoderma                                                 |
|  |                                                             |
|  | \| \| Glyphoderma \| \| \| \| \| \| Placochelys \| \| \| \| |
|  |                                                             |
|  | Glyphoderma                                                 |
|  |                                                             |
|  | Placochelys                                                 |
|  |                                                             |

|  | Glyphoderma |
|  |             |
|  | Placochelys |
|  |             |

|  | Psephoderma                                                 |
|  |                                                             |
|  | \| \| Glyphoderma \| \| \| \| \| \| Placochelys \| \| \| \| |
|  |                                                             |
|  | Glyphoderma                                                 |
|  |                                                             |
|  | Placochelys                                                 |
|  |                                                             |

|  | Glyphoderma |
|  |             |
|  | Placochelys |
|  |             |

|  | Psephoderma                                                 |
|  |                                                             |
|  | \| \| Glyphoderma \| \| \| \| \| \| Placochelys \| \| \| \| |
|  |                                                             |
|  | Glyphoderma                                                 |
|  |                                                             |
|  | Placochelys                                                 |
|  |                                                             |

|  | Glyphoderma |
|  |             |
|  | Placochelys |
|  |             |

|  | Psephoderma                                                 |
|  |                                                             |
|  | \| \| Glyphoderma \| \| \| \| \| \| Placochelys \| \| \| \| |
|  |                                                             |
|  | Glyphoderma                                                 |
|  |                                                             |
|  | Placochelys                                                 |
|  |                                                             |

|  | Glyphoderma |
|  |             |
|  | Placochelys |
|  |             |

|  | Psephoderma                                                 |
|  |                                                             |
|  | \| \| Glyphoderma \| \| \| \| \| \| Placochelys \| \| \| \| |
|  |                                                             |
|  | Glyphoderma                                                 |
|  |                                                             |
|  | Placochelys                                                 |
|  |                                                             |

|  | Glyphoderma |
|  |             |
|  | Placochelys |
|  |             |

|  | Psephoderma                                                 |
|  |                                                             |
|  | \| \| Glyphoderma \| \| \| \| \| \| Placochelys \| \| \| \| |
|  |                                                             |
|  | Glyphoderma                                                 |
|  |                                                             |
|  | Placochelys                                                 |
|  |                                                             |

|  | Glyphoderma |
|  |             |
|  | Placochelys |
|  |             |

|  | Psephoderma                                                 |
|  |                                                             |
|  | \| \| Glyphoderma \| \| \| \| \| \| Placochelys \| \| \| \| |
|  |                                                             |
|  | Glyphoderma                                                 |
|  |                                                             |
|  | Placochelys                                                 |
|  |                                                             |

|  | Glyphoderma |
|  |             |
|  | Placochelys |
|  |             |

|  | Psephoderma                                                 |
|  |                                                             |
|  | \| \| Glyphoderma \| \| \| \| \| \| Placochelys \| \| \| \| |
|  |                                                             |
|  | Glyphoderma                                                 |
|  |                                                             |
|  | Placochelys                                                 |
|  |                                                             |

|  | Glyphoderma |
|  |             |
|  | Placochelys |
|  |             |

## Geographie und Stratigraphie
Die meisten Funde stammen aus der norditalienischen Gegend von Bergamo, Brescia und Udine (Zorziner Kalk, bzw. Dolomia di Forni). Psephoderma wurde hier aus dem Norium und dem Rhaetium bekannt. Des Weiteren wurde ein Fund aus der Älplihorn-Einheit (Kössener Schichten) des späten Noriums bis frühen Rhaetiums bei Schesaplana (Schweiz/Österreichische Grenze) gemeldet. In Deutschland wurde Psephoderma zuerst beschrieben. Meyer (1858) meldet diese Gattung aus der Kössener Schichten des Rhaetiums bei der Winklmoos-Alm in den Bayerischen Alpen. Aus England stammen möglicherweise nicht diagnostische Reste von Psephoderma. In Österreich wurde Psephoderma in Rodaun bei Wien gefunden. Auch hier stammen die Reste aus dem Grenzbereich Rhaetium/Norium

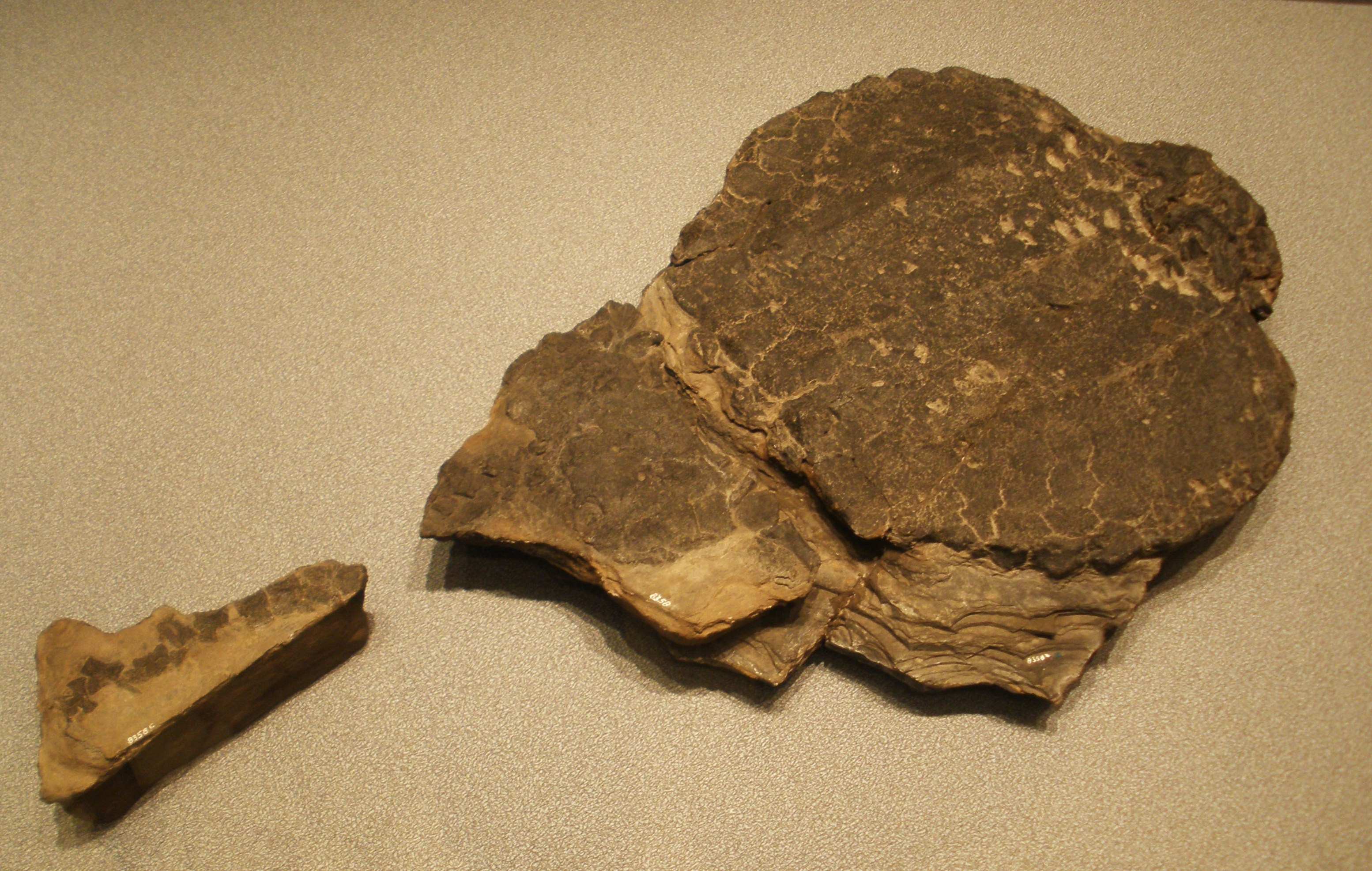
Psephoderma alpinum Panzer

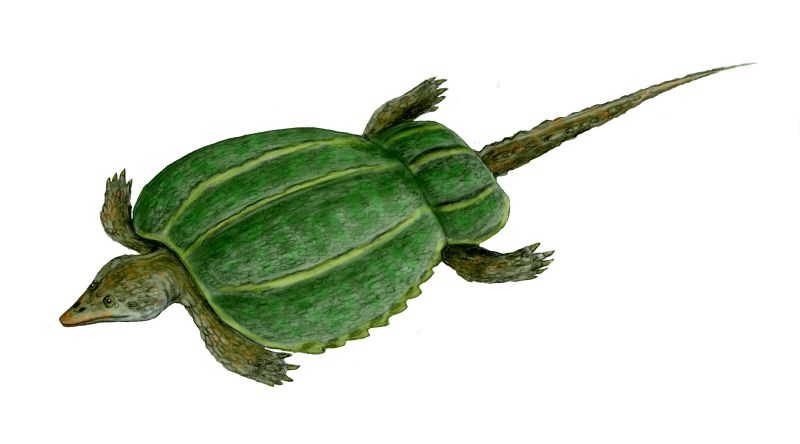
Rekonstruktion von Psephoderma

## Auswahl an Museen mit Exemplaren

### Italien
- Museo Civico di Storia Naturale di Milano
- Museo di Scienze Naturali Enrico Caffi, Bergamo
- Museo della Vicaria di San Lorenzo a Zogno, Bergamo